# Нанум
Нанум или Нанијум је био акадски краљ 2257. године п. н. е. (2128. п. н. е. према каснијим хронологијама) током периода трогодишње анархије.

## Биографија
Сумерски попис краљева бележи трогодишњи период анархије у Акадском краљевству који је наступио након смрти Шар-Кали-Шарија, сина великог краља Нарам-Сина од Акада. Тада се "није знало ко је краљ, а ко није краљ". Током три године изменила су се четворица краља: Игиги, Ими, Нанум и Илулу. Анархију је окончао Дуду од Акада који 2254. године п. н. е. преузима контролу над Акадом. 

## Краљеви Акада
| Владар                        | Наследник                                             | Дужина владавине | Приближно време владавине                   | Коментар           |
| ----------------------------- | ----------------------------------------------------- | ---------------- | ------------------------------------------- | ------------------ |
| Саргон од Акада               | Урзубабин носилац пехара, оснивач Акадског краљевства | 40 година        | око 2270–2215 п. н. е. (Кратка хронологија) |                    |
| Римуш од Акада                | Саргонов син                                          | 9 година         | око 2214–2206 п. н. е.                      |                    |
| Маништушу од Акада            | Старији брат Римуша                                   | 15 година        | око 2205–2191 п. н. е.                      |                    |
| Нарам-Син од Акада            | Маништушуов син                                       | 56 година        | око 2190–2154 п. н. е.                      |                    |
| Шар-Кали-Шари                 | син Нарам-Сина                                        | 25 година        | око 2153–2129 п. н. е.                      |                    |
| Ко је краљ? Ко није краљ?     |                                                       |                  |                                             |                    |
| - Игиги - Ими - Нанум - Илулу | четворица владала три године                          |                  | око 2128–2125 п. н. е.                      |                    |
| Дуду од Акада                 |                                                       | 21 година        | око 2125–2104 п. н. е.                      |                    |
| Шудурулу                      | Дудуов син                                            | 15 година        | око 2104–2083 п. н. е.                      | Гути освајају Акад |
| Акад прикључен Унугу (Уруку)  |                                                       |                  |                                             |                    |